# Курков, Василий Сергеевич
Василий Сергеевич Курков (4 января 1922, Бытошь, Бежицкий уезд, Брянская губерния, РСФСР — 14 марта 1946, Пхеньян, Советская зона оккупации Кореи) — офицер Рабоче-крестьянской Красной Армии, гвардии капитан, участник Великой Отечественной войны, Герой Советского Союза (1945).

## Биография
Родился 4 января 1922 года в посёлке Бытошь (ныне — Дятьковский район Брянской области). После окончания десяти классов школы и Жиздринского педагогического училища с 1940 по 1941 работал учителем в п.Бацкино Дятьковского района Брянской области.
В августе 1941 года Курков был призван на службу в Рабоче-крестьянскую Красную Армию. В августе 1942 года окончил Смоленское артиллерийское училище (эвакуированное в Ирбит). С октября того же года — на фронтах Великой Отечественной войны. Принимал участие в Сталинградской битве в составе 1159 пушечно-артиллерийского полка РГК, 1108 пушечно-артиллерийского полка РГК, позднее - в составе 261 гв.пушечно-артиллерийский полка в боях на освобождение Белоруссии и Прибалтики. Награжден орденами Отечественной войны 2-й степени (31.03.1944), Красной Звезды (14.03.1943), медалью "За оборону Сталинграда" (25.08.1943).   
К августу 1944 года гвардии капитан Василий Курков командовал батареей 261-го гвардейского пушечного артиллерийского полка 22-й гвардейской тяжёлой пушечной артиллерийской бригады 3-й гвардейской артиллерийской дивизии 5-го артиллерийского корпуса прорыва 5-й армии 3-го Белорусского фронта. Отличился во время освобождения Литовской ССР.
Артиллеристы Куркова поддерживали своим огнём действия стрелковых частей в боях за Каунас и Вильнюс. 17 августа 1944 года батарея Куркова одной из первых переправилась через реку Шешупе в районе города Кудиркос-Науместис и приняла активное участие в боях за захват и удержание плацдарма на её западном берегу. Его батарея успешно вышла к Государственной границе СССР, прикрывая своим огнём действия пехоты.

Из текста представления на Звание Героя Советского Союза:
«Находясь на фронтах Отечественной войны с 1942 года, неоднократно проявлял героизм и отвагу, умело сочетая их с знанием артиллерийского дела. В наступательных операциях он все время находится в передовых частях пехоты, обеспечивая ее продвижение огнем своей батареи и дивизиона. 
При штурме города Вильниус он выводил свою батарею на прямую наводку и тяжелыми снарядами с дистанции 300-400 метров разбивал узлы сопротивления противника.
При взятии г.Каунас его батареей взорван склад с боеприпасами, обеспечил переправу наших частей через р. Вилия.
7 августа 1944 года в районе Фрацкабуда во время контратаки противника при поддержке 37 танков оказался отрезанным от своих боевых порядков.
Вызвав по радио огонь дивизиона по наступающим танкам, подбил 6 танков, а остальных заставил повернуть обратно и этим самым восстановил положение.
17 августа 1944 года, сопровождая огнем свои пехотные части, первым форсировал р. Шешупе с органами своей разведки и вышел на государственную границу у погранстолба № 51. Находясь на территории Восточной Пруссии и вызывая огонь по радио, подавлял огневые средства противника, чем обеспечивал переправу нашей пехоты на территорию Восточной Пруссии.
21 августа 1944 года противник силою до двух полков пехоты при поддержке танков перешел в контратаку. Находясь на НП, вызвал огонь дивизиона, рассеял и частично уничтожил пехоту, подбил 4 танка и тем самым было восстановлено прежнее положение.
Достоин правительственной награды – присвоения звания Героя Советского Союза.
Командир 261 гв. пушечного артиллерийского полка
полковник Кривошапов

21 августа 1944 года».
Указом Президиума Верховного Совета СССР от 24 марта 1945 года гвардии капитан Василий Курков, был удостоен высокого звания Героя Советского Союза с вручением ордена Ленина и медали «Золотая Звезда».
Принимал участие в взятии города-крепости Кенигсберг, разгроме Квантунской группировки японской армии в августе 1945 года. По состоянию на 6 октября 1945 года - второй помощник начальника штаба 261 гв. пушечного артиллерийского полка, начальник полка по разведке . Член ВКП(б) с апреля 1944 года. 
Трагически погиб в г. Пхеньяне 14 марта 1946 года. Похоронен на 2-м военном кладбище на сопке Ильюшина. Перезахоронен 13 мая 1991 года на городском кладбище г. Уссурийска.
Награждён орденом Отечественной войны 2-й степени, орденом Красной Звезды, медалью "За оборону Сталинграда", медалью "За победу над Германией в Великой Отечественной войне 1941-1945 гг.". .
В честь Василия Куркова названа улица в Бытоши. Также его имя носит Бытошская СОШ. На фасаде дома, в котором родился герой, установлена мемориальная доска.  